# Gwiaździak zarodkowy

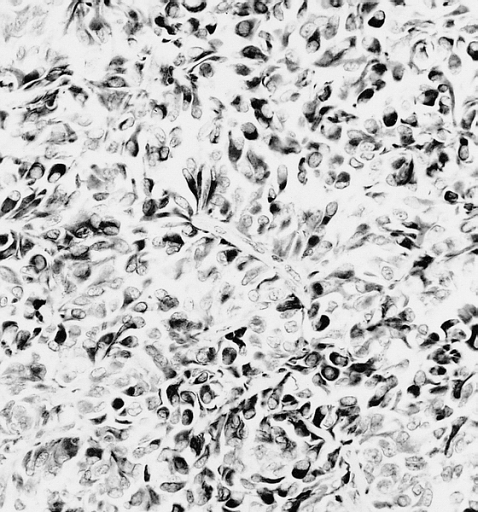
Obraz histologiczny astroblastoma

Gwiaździak zarodkowy (łac. astroblastoma, ang. astroblastoma) – pierwotny guz ośrodkowego układu nerwowego, o niewyjaśnionej histogenezie i nieokreślonym stopniu złośliwości według WHO. 

## Epidemiologia
Może występować w każdym wieku, również w okresie noworodkowym. Opisano przypadki astroblastoma w przebiegu stwardnienia guzowatego i AIDS.

## Objawy i przebieg

### Lokalizacja
Guz lokalizuje się najczęściej nadnamiotowo, w płacie czołowym lub płacie ciemieniowym.